# Ådalen 31
Adelen 31 é um filme sueco de 1969 dirigido por Bo Widerberg.

## Resumo
Greve histórica numa fábrica do norte da Suécia, na qual uma manifestação de protesto no confronto com o exército provoca cinco vítimas, forma o pano de fundo para um romance de Romeu & Julieta, entre o filho de um operário e a filha do director, assim como as tentativas do jovem para suportar a sua família após a morte do pai.

## Elenco
- Peter Schildt
- Kerstin Tidelius
- Roland Hedlund
- Marie de Geer
- Anita Björk
- Olof Bergstrom
- Jonas Bergstrom
- Stefan Feierbach